# Quicksilver Messenger Service
Quicksilver Messenger Service är ett psykedeliskt rockband bildat år 1965 i San Francisco, Kalifornien, USA. Gruppen ingick tillsammans med bland andra Jefferson Airplane och the Grateful Dead i den första vågen av psykedeliska San Francisco-grupper. De är främst kända för låten "Fresh Air" som 1970 nådde plats 49 på Billboard Hot 100-listan. Ett flertal av deras studioalbum har legat på Billboard 200-listan.
Medlemmar i gruppen var Dino Valente (sång, gitarr), Jim Murray (sång), John Cipollina (gitarr), David Freiberg (bas), Greg Elmore (trummor). Valente blev gripen precis när gruppen organiserade sig och kom inte att bli medlem igen förrän 1969. Gruppen släppte sitt första självbetitlade album 1968 och följde upp det med livealbumet Happy Trails från en konsert på Fillmore East. Jim Murray hade då redan lämnat gruppen och ersatts av Gary Duncan. Även Duncan kom att lämna gruppen och ny medlem blev istället den rutinerade studiomusikern Nicky Hopkins på keyboard. De spelade in albumet Shady Grove tillsammans. Duncan var tillbaka efter det albumet tillsammans med Valente som nu var frisläppt från fängelse. Denna konstellation varade fram till 1971, och de spelade in ett av sina framgångsrikaste album, Just for Love. Hopkins, Cipollina och Freiberg lämnade sedan gruppen. Från 1972 fram till 1979 leddes gruppen av Valente och Duncan. Förutom dem fanns trummisen Greg Elmore kvar från originaluppsättningen av gruppen.
John Cipollina avled 1989 och Dino Valente avled 1994. Gary Duncan och David Freiberg har sedan 2006 frontat Quicksilver Messenger Service med nya medlemmar.

## Medlemmar
Senaste medlemmar
- Gary Duncan (f. Gary Ray Grubb) – gitarr, sång (1965–1969, 1970–1979, 2006–2019; död 2019)
- David Freiberg – basgitarr, gitarr, sång (1965–1971, 1975, 2006–2019)

Oftast tillsammans med:
- Linda Imperial – sång, slagverk (2006–2019)
- Chris Smith – keyboard (2006–2019)
- John Ferenzik (f. John Michael Ferencsik) – basgitarr (2006–2019)
- Donny Baldwin - trummor (2008–2019)

Tidigare medlemmar
- John Cipollina – gitarr (1965–1971, 1975; död 1989)
- Greg Elmore – trummor (1965–1979)
- Jim Murray – gitarr, sång (1965–1967; död 2013)
- Dino Valente (f. Chester William Powers Jr.) – gitarr, sång (1970–1971; död 1994)
- Nicky Hopkins – keyboard (1969–1971; död 1994)
- Mark Naftalin – keyboard (1971–1972)
- Mark Ryan – basgitarr (1971–1975)
- Chuck Steaks – keyboard (1972–1975)
- Michael Lewis – keyboard (1975–1979)
- Skip Olsen – basgitarr (1975–1979)
- Prairie Prince (f. Charles Lampriere Prince) – trummor (2006–2008)

## Diskografi (urval)
Album
- Quicksilver Messenger Service (1968)
- Happy Trails (1968)
- Shady Grove (1969)
- Just for Love (1970)
- What About Me (1970)
- Quicksilver (1971)
- Comin' Thru (1972)
- Solid Silver (1975)

Singlar
- "Dino's Song" (1968)
- "Who Do You Love" (1969)
- "Fresh Air" (1970)
- "What About Me" (1971)